# 海地政治

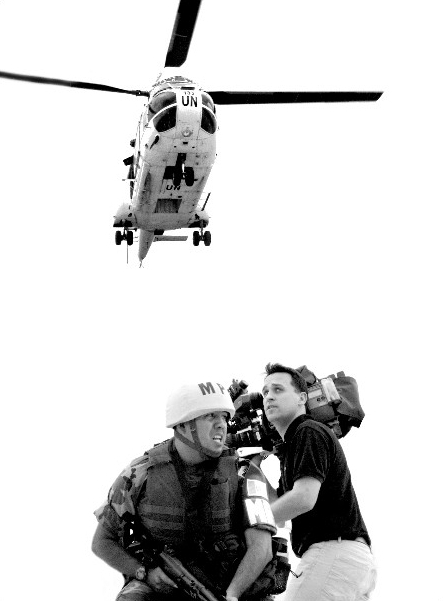
聯合國海地穩定化任務組在2006年执行一次任务

海地是一个单一制共和国，按照1987年制定的海地宪法，总统为国家元首，行政权由政府实行，政府首脑为总理。立法权由政府和国民议会的参众两院分享。

## 行政

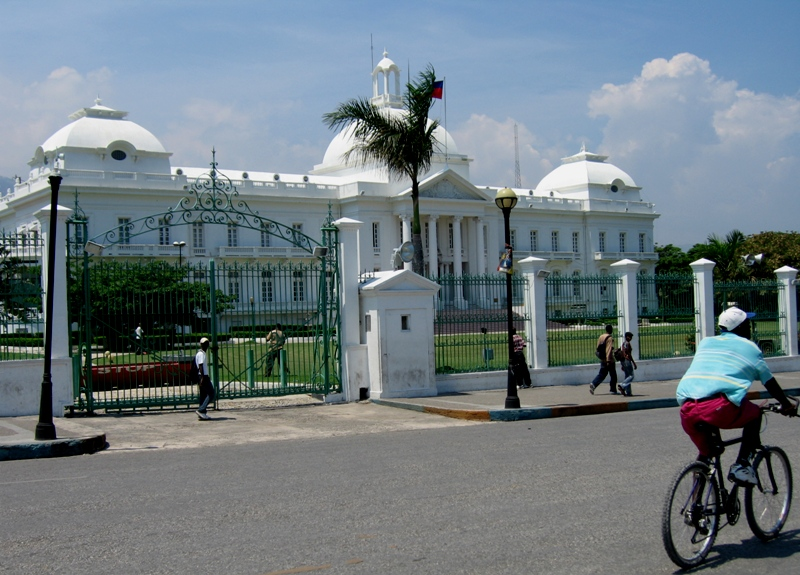
海地总统府

海地总统由选民通过直接选举产生，任期为5年，最多连任两届。总理人选由总统指定，国民议会批准。总理任命各部部长和国务秘书，其执政纲领需要得到国民议会的信任案批准。
海地政府的部包括：
- 农业、自然资源与农村发展部
- 商业和工业部
- 财政和经济部
- 外交部
- 情报协调部
- 内政和国防部
- 司法部
- 国民教育、青年和体育部
- 计划及外国援助部
- 公共卫生和人口部
- 公共工程、运输和通信部
- 社会事务部

## 立法
海地国民议会（法语：Assemblée Nationale）是海地的最高立法机构，由参议院（Sénat）和众议院（Chambre des Députés）组成。参议院有27名议员，每两年改选三分之一。眾议院有83名议员，每四年改选一次。

## 司法
海地属于大陆法系国家，其法律以罗马法为基础。最高司法权归海地最高法院。海地接受海牙国际法庭的裁决。

## 主要政党
- 希望阵线（Fwon Lespwa/Front de l'Espoir）
- 国家民主进步大会（Rassemblement des Démocrats Nationaux Progressistes）
- Respè党
- 重建海地基督教全国联盟（Union Nationale Chrétienne pour la Reconstruction d'Haïti）
- 新海地基督教运动（Mouvement Chrétien pour Batir une Nouvelle Haïti）
- 人民奋斗组织（Oganizasyon Pèp Kap Lité）
- 民主同盟党（Alyans/Alliance Démocratique）
- 国家重建阵线（Front pour la Reconstruction Nationale，简称 FRN）
- 国家和解独立运动（Mouvement Indépendant pour la Réconcilation Nationale）